# 프라이아 국제공항
프라이아 국제공항(영어: Praia Internatioanl Airport, IATA: RAI, ICAO: GVNP)은 카보베르데의 산티아구섬에 위치한 국제공항으로 2005년에 프란시스코 멘데스 국제공항을 대체하기 위해 개항했다. 수도 프라이아에서 동북쪽으로 3km 떨어진 곳에 위치한다. 비록 수도에 위치해 있지만 카보베르데의 주요 공항은 살섬에 위치한 아밀카르 카브랄 국제공항이다.

## 운항 노선
| 항공사               | 목적지                                                                                        |
| -------------------- | --------------------------------------------------------------------------------------------- |
| 아조레스 항공        | 리스본, 파리, 폰타델가다                                                                      |
| 로열 에어 모로코     | 카사블랑카, 비사우                                                                            |
| TAAG 앙골라 항공     | 루안다, 상토메                                                                                |
| TACV 카보베르데 항공 | 반줄, 보아 비스타, 보스턴, 다카르, 포고, 라팔마, 라스팔마스, 리스본, 마로, 니스, 살, 상비센트 |
| 아스카이 항공        | 로메, 다카르                                                                                  |
| 에어 세네갈          | 다카르                                                                                        |
| TAP 포르투갈 항공    | 리스본                                                                                        |
| TUI 플라이 네덜란드  | 암스테르담                                                                                    |